# Jadachy
Jadachy – wieś sołecka w Polsce położona w województwie podkarpackim, w powiecie tarnobrzeskim, w gminie Nowa Dęba. Przez Jadachy przepływa rzeka Trześniówka - dopływ Wisły.
W latach 1954–1960 wieś należała i była siedzibą władz gromady Jadachy, po jej zniesieniu włączona do gromady Chmielów. W latach 1975–1998 miejscowość administracyjnie należała do województwa tarnobrzeskiego.
W Jadachach ma siedzibę piłkarski Ludowy Zespół Sportowy LZS Jadachy, grający w sezonie 2016/2017 w klasie okręgowej, w grupie Stalowa Wola. Znajduje się tam także kościół pw. św. Maksymiliana Marii Kolbe, szkoła podstawowa oraz gimnazjum, które istnieje od 2003. Szkoła ta nosi imię ks. kardynała Stefana Wyszyńskiego.
| SIMC    | Nazwa      | Rodzaj    |
| ------- | ---------- | --------- |
| 0800404 | Górka      | część wsi |
| 0800410 | Góry       | część wsi |
| 0800427 | Hermanówka | część wsi |
| 0800433 | Kępa       | część wsi |
| 0800440 | Kozielec   | część wsi |
| 0800456 | Leszcze    | część wsi |
| 0800462 | Poręba     | część wsi |
| 0800479 | Zagroble   | część wsi |

W miejscowości jest przystanek kolejowy Jadachy.

## Historia
Nazwa wsi pochodzi najprawdopodobniej od imienia Adam. W formie staropolskiej i dialektycznej występuje głoska -j- przed nagłosowym -a-, stąd w wymowie słychać Jadam. Początek osady Jadachy dała rodzina Jadachów, młynarzy przyjezdnych ze Szwecji, wspominanych po raz pierwszy w lustracji dóbr z 1569. Młynarzy Jadachów było prawdopodobnie czterech. Jadachy jako samoistna osada występuje po raz pierwszy w lustracji dóbr z 1569 i w rejestrach skarbowych z 1640. W 1662 osada liczyła około 45 głów (osób). W 1750 wioski Jadachy i Cygany obejmowały łącznie 30 gospodarstw i tyleż chałup. Wioski te obsiewały 16 i pół morgi, a siedziało na nich 24 zagrodników. Według lustracji dóbr z 1750 występują daniny obciążające całe wioski jak "hiberna", czyli opłata na żywność dla wojska rozmieszczonego na czas zimy po wioskach królewskich. W tej lustracji Jadachy występują wspólnie z Cyganami i Chmielowem, płacąc 101 zł polskich. Z tych rejestrów wynika też, że jako wieś królewska uiszczała także pewną opłatę na rzecz skarbu państwa na tzw. "fundusz religijny", zamiast płacenia dziesięciny.
Po 1772 tereny Jadachów znalazły się pod zaborem austriackim, wieś Jadachy należała do obwodu (powiatu) w Pilźnie, od 1792 do Rzeszowa. Od 1855 Jadachy podlegały Urzędowi Powiatowemu w Tarnobrzegu.
W 1884 powołano w gminach sołtysów lub wójtów. Władzę państwową na niskim szczeblu reprezentowały dominia (dwory), dla Jadachów był to dwór w Chmielowie.
W latach 1815–1843 wieś Jadachy dzierżawił od rządu austriackiego Antoni Centnarski.
W 1838 zostały sprzedane wraz z Chmielowem i Cyganami Karolowi Perratowi i Janowi Jędrzejewiczowi, którzy około 1844 odstąpili je Antoniemu Gothardowi, hrabiemu Schaffgotschele. W 1869 dzierżawcami tych włości zostali baron Beust i jego żona Hrabina Schaffgotschele. Na przełomie XIX i XX wieku odkupił je hrabia Jan Tarnowski z Dzikowa.
Ważnym wydarzeniem z początku XX wieku dla mieszkańców Jadachów, Chmielowa i Cyganów było usypanie w Chmielowie kopca Grunwaldzkiego i postawienie obelisku w 500-rocznicę zwycięstwa nad Krzyżakami.
I wojna światowa nie miała większego wpływu na życie mieszkańców wsi, w 1914 przechodziły przez te okolice główne siły wojska austriackiego wycofujące się z frontu. Po I wojnie światowej wybudowano linię kolejową Tarnobrzeg - Nowa Dęba z przystankiem na "Kozielcu".
W 1944, w czasie II wojny światowej, przez te tereny przechodziły oddziały wojskowe wycofującego się frontu, głównie oddziały zaplecza. Zajęły one budynek szkoły i stacjonowały we wsi kilka dni. Po II wojnie światowej wieś zelektryfikowano.
Budowa kopalni siarki spowodowała rozwój Tarnobrzega i w latach 70./80. migrację ludzi do miasta.
Przy współpracy ks. Mariana Kondysara i mieszkańców wsi w 1981 rozpoczęto starania o budowę kościoła i utworzenie parafii w Jadachach (do 1924 Jadachy należały do parafii Miechocin, a następnie do parafii Chmielów). 20 maja 1982 odbyło się poświęcenie placu pod budowę kościoła, a 12 września tego samego roku poświęcenie kamienia węgielnego. 14 czerwca 1983 erygowano nową parafię dekanatu Tarnobrzeg Południe pw. św. Maksymiliana Marii Kolbe. Poświęcenie nowego kościoła odbyło się 18 września 1985.